# Enfermedad de Brill-Zinsser

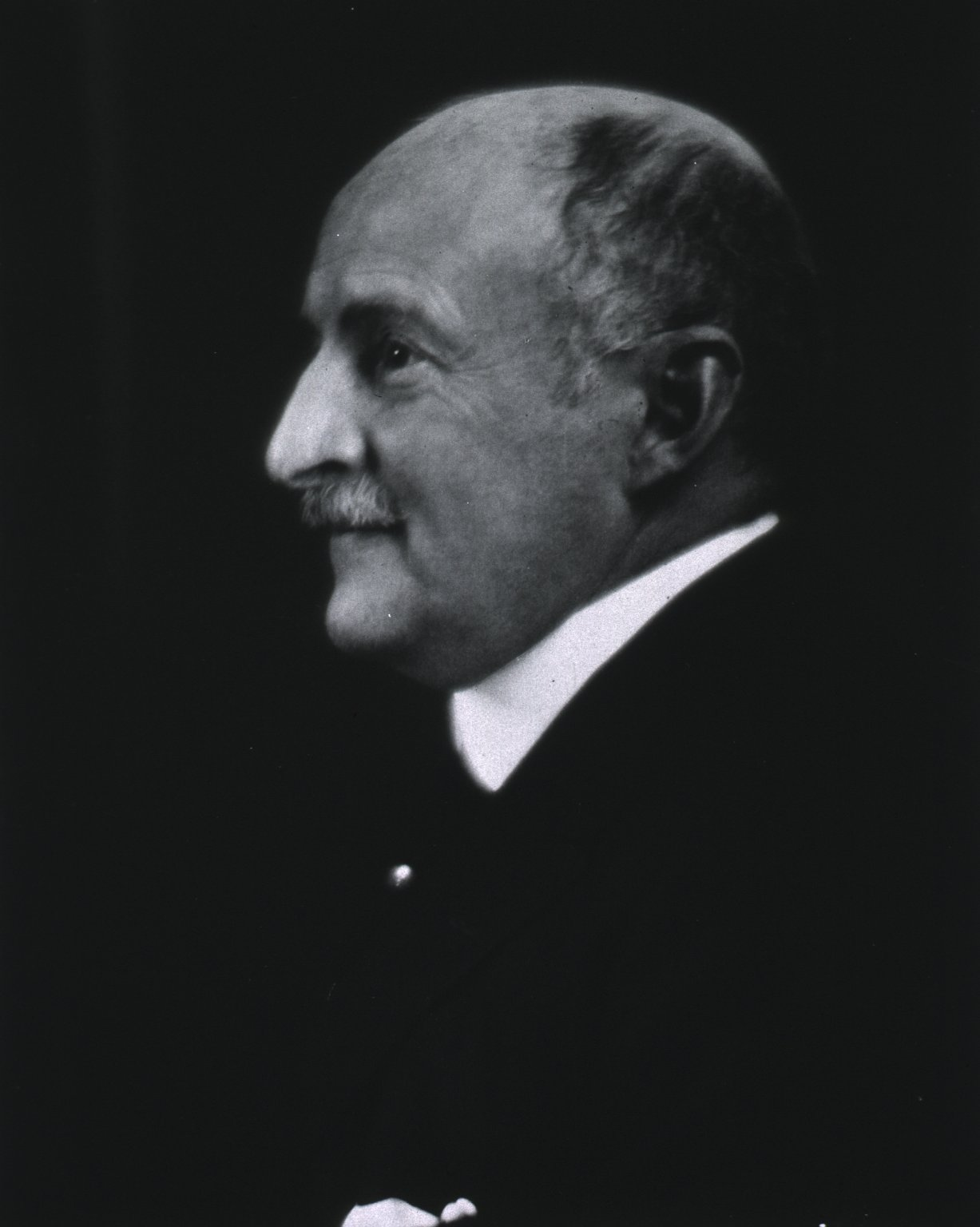
Nathan E. Brill

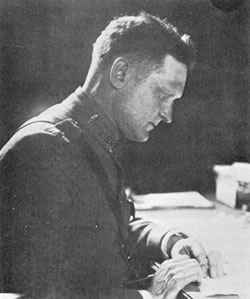
Hans Zinsser.

La enfermedad de Brill-Zinsser es una forma leve de tifus exantemático epidémico (que a su vez es una forma de tifus) y que reaparece en un paciente que se consideraba totalmente recuperado de un episodio grave de la misma enfermedad. Es decir, es una recidiva.
Una vez han desaparecido los síntomas, quedan algunas rickettsias que pueden producir el cuadro, sobre todo en personas debilitadas por alguna otra enfermedad de base, estrés o malnutrición. 

## Patogenia
Después de que un individuo contraiga el tifus exantemático epidémico tras la picadura de un piojo infectado (Pediculus humanus), pueden quedar Rickettsias latentes o inactivas que pueden reactivarse meses o años después, con síntomas similares a los de la primoinfección de tifus.

## Tratamiento
El tratamiento incluye antibióticos como:
- Doxiciclina
- Tetraciclina
- Cloranfenicol (menos común)

La tetraciclina tomada por vía oral puede manchar de forma permanente los dientes que aún se están formando y, por lo general, no se prescribe para niños hasta después de que todos sus dientes permanentes hayan salido.
Los pacientes con tifus epidémico puede necesitar líquidos intravenosos y oxígeno.